# Battaglia di Marmarajá
La battaglia di Marmarajá fu uno scontro bellico combattuto il 6 ottobre 1814 tra un esercito allestito dal Direttorio, che aveva preso il potere a Buenos Aires, ed uno allestito nella Provincia Orientale dai seguaci dell'autonomista José Gervasio Artigas e guidato da Fernando Otorgués.
La battaglia fu combattuta nei pressi del torrente Marmarajá, nell'attuale dipartimento di Lavalleja, in Uruguay e vide la vittoria delle truppe di Buenos Aires. Lo scontro tuttavia non si rivelò decisivo per la campagna militare voluta dal Direttorio, il cui esercito fu in seguito sconfitto nella battaglia di Guayabos.

## Contesto storico
La rivoluzione di maggio del 1810 aveva destituito il Viceré Baltasar Hidalgo de Cisneros e instaurato un nuovo governo a Buenos Aires, formato per la maggior parte da creoli. La città di Montevideo rifiutò tuttavia di riconoscere la nuova giunta; le autorità spagnole mandarono quindi in città Francisco Javier de Elío con il titolo di Viceré. Questi chiese obbedienza alla giunta di Buenos Aires; ottenuto un netto rifiuto, le dichiarò guerra.
Alcune milizie volontarie della Provincia Orientale, guidate da José Gervasio Artigas, aderirono però alla rivoluzione e parteciparono all'assedio di Montevideo, ordinato da Buenos Aires. Un primo armistizio, firmato il 20 ottobre 1811, costrinse i soldati delle truppe orientali e le loro famiglie a spostarsi ad occidente del fiume Uruguay, nel territorio di Misiones, obbligandole ad un vero e proprio esodo. Approfittando della situazione, i portoghesi invasero la provincia; la reazione di Artigas fu usata come pretesto dalle nuove autorità di Montevideo, che avevano allontanato Elío, per rompere l'armistizio.
In seguito ad una serie di contrasti politici e militari con i comandanti inviati dal Triumvirato di Buenos Aires, Artigas abbandonò il nuovo assedio il 20 gennaio 1814, suscitando la reazione del nuovo Direttore Supremo, Gervasio Antonio de Posadas, che lo giudicò un traditore e pose su di lui una taglia. Il caudillo orientale si trovò così costretto a ritirarsi nei pressi del fiume Uruguay, dove si preparò a difendersi, aggregando attorno alla sua figura anche elementi di altre province contrari al centralismo di Buenos Aires.
Caduta Montevideo nelle mani del Direttorio il 23 giugno 1814, Artigas inviò un contingente, guidato da Fernando Otorgués, ad osservare i movimenti dell'esercito assediante e a trattare una possibile pace; il generale Carlos María de Alvear, nipote di Posadas, cominciò invece una campagna militare contro gli orientali, deciso a risolvere con la forza ogni tipo di controversia. Il 25 giugno calò di sorpresa contro l'accampamento del contingente orientale a Las Piedras, mettendolo in fuga. Con un corpo della guarnigione di Montevideo, Alvear finse in seguito di attraversare il Río de la Plata e sbarcò invece a Colonia del Sacramento, a poca distanza dal campo di Otorgués; nello stesso tempo il colonnello Manuel Dorrego arrivò con una divisione di 900 uomini con il preciso scopo di impedire ad Otorgués di riunirsi con Artigas.

## La battaglia
Dorrego percorse la valle del torrente Marmarajá sorprese l'avversario nel suo accampamento la notte del 5 ottobre; il 6 ottobre attaccò, disperdendo il contingente orientale, che fuggì rovinosamente verso il Brasile, dove riparò. Otorgués lasciò sul campo 70 morti, l'intera artiglieria e le salmerie. La moglie e i figli furono catturati, così come i familiari che avevano seguito i soldati nell'accampamento.

## Conseguenze
Nel prosieguo della sua campagna, Dorrego fu sconfitto il 10 gennaio 1815 nella battaglia di Guayabos da un altro comandante di Artigas, Fructuoso Rivera. Quest'ultima sconfitta costrinse le autorità di Buenos Aires, impegnate contro i realisti in Alto Perù, a trattare la pace con Artigas, abbandonando alla fine Montevideo agli orientali.
La battaglia di Marmarajá diede di fatto inizio a decenni di guerre civili in Argentina; in seguito alla ribellione di Artigas altre province aderirono presto alle sue idee federaliste, in contrasto con il centralismo del Direttorio.